# Pristimantis aquilonaris
Pristimantis aquilonaris é uma espécie de anfíbio anuro da família Strabomantidae. Está presente no Peru. A UICN classificou-a como pouco preocupante.